# Rubber Soul
Rubber Soul a címe a Beatles 1965-ben megjelent albumának, amit 7 hét alatt vettek fel, hogy időben kikerülhessen a karácsonyi vásárra és amely mind kritikai, mind anyagi értelemben nagyon sikeres volt.
Eredeti hangzásukhoz képest művészileg már sokat fejlődtek és a lemez minden számát a zenekar tagjai írták. Új hangszereket használtak (például a szitárt a "Norwegian Wood (This Bird Has Flown)"-ban) és tisztán kivehető más kortárs művészek – mint Bob Dylan – hatása. A dalszövegek egyre érettebbek és más témák is megjelennek a romantikus szerelem mellett. A férfi-nő kapcsolat leírása árnyaltabb, gyakran negatív hangvételű. A "Norwegian Wood" az énekes és egy nő találkozásának kétértelmű bemutatása, a "You Won't See Me" lányalakja éretlen és makacsul elutasító a szerzővel szemben, az "I'm Looking Through You"-ban pedig nem bánik vele „rendesen”. A „lány” olyan valakire utal, aki „megaláz a barátok előtt” és a "Run For Your Life" még homályos, életveszélyesnek tűnő fenyegetést tartalmaz.
A lemez 1965. december 11-étől számítva 42 hétig szerepelt a brit slágerlistán és karácsonyra átvette a Beatles előző albumának, a Help!-nek a listavezető helyét, ahol aztán nyolc hétig tartotta magát. Könnyűzenei klasszikussá vált – 1987. május 9-én három hétre ismét a lista vezető helyére került, majd tíz évvel később megint visszatért.
1988-ban a Q magazin olvasóinak szavazása alapján minden idők 40. legjobb albuma; 2003-ban a VH1 zenei csatornán a 6. helyre került, míg a Rolling Stone magazin az 5. helyre rangsorolta. Szerepel az 1001 lemez, amit hallanod kell, mielőtt meghalsz című könyvben.

## Az album dalai
| 1. | Drive My Car                         | John Lennon, Paul McCartney | Paul McCartney                                 | 2:25 |
| 2. | Norwegian Wood (This Bird Has Flown) | John Lennon, Paul McCartney | John Lennon                                    | 2:01 |
| 3. | You Won't See Me                     | John Lennon, Paul McCartney | Paul McCartney                                 | 3:18 |
| 4. | Nowhere Man                          | John Lennon, Paul McCartney | John Lennon, Paul McCartney és George Harrison | 2:40 |
| 5. | Think For Yourself                   | George Harrison             | George Harrison                                | 2:16 |
| 6. | The Word                             | John Lennon, Paul McCartney | John Lennon, Paul McCartney és George Harrison | 2:41 |
| 7. | Michelle                             | John Lennon, Paul McCartney | Paul McCartney                                 | 2:40 |

| 1. | What Goes On            | John Lennon, Paul McCartney, Richard Starkey | Ringo Starr                 | 2:47 |
| 2. | Girl                    | John Lennon, Paul McCartney                  | John Lennon                 | 2:30 |
| 3. | I'm Looking Through You | John Lennon, Paul McCartney                  | Paul McCartney              | 2:23 |
| 4. | In My Life              | John Lennon, Paul McCartney                  | John Lennon, Paul McCartney | 2:24 |
| 5. | Wait                    | John Lennon, Paul McCartney                  | John Lennon, Paul McCartney | 2:12 |
| 6. | If I Needed Someone     | George Harrison                              | George Harrison             | 2:20 |
| 7. | Run for Your Life       | John Lennon, Paul McCartney                  | John Lennon                 | 2:18 |

## Az amerikai kiadás
A Rubber Soul az Egyesült Államokban három nappal a brit kiadás után jelent meg és karácsonytól kezdve 59 hétig szerepelt a slágerlistán, ebből 1966. január 8-ától számítva hat hétig az első helyen. Kilenc nap alatt 1,2 millió példányban kelt el és mai napig több, mint négy milliót vásároltak belőle az Egyesült Államokban.
Mint a többi Sgt. Pepper előtti Beatles albumnál, a Rubber Soul esetében is különbözött a brit és az amerikai kiadás. Az amerikai Rubber Soul némileg „folk-rock” jelleget öltött, köszönhetően az I've Just Seen a Face és az It's Only Love, brit Help!-ről idetett számoknak és az ütmesebb Drive My Car, Nowhere Man, If I Needed Someone, és What Goes On kihagyásának. Ezek később a hírhedt "Yesterday" … and Today lemezen kaptak helyet.